# نبردهای نارویک
نبردهای نارویک (انگلیسی: Battles of Narvik) از ۹ آوریل تا ۸ ژوئن ۱۹۴۰ به عنوان یک نبرد دریایی در اوفوتفیورد و به عنوان یک نبرد زمینی در کوه‌های اطراف شهر شمال نروژ نارویک به عنوان بخشی از نبرد نروژ جنگ جهانی دوم جنگیدند. دو نبرد دریایی در Ofotfjord در ۱۰ آوریل و ۱۳ آوریل بین نیروی دریایی پادشاهی بریتانیا و آلمان نازی کریگسمارینه، در حالی که عملیات زمینی دوماهه انجام شد. بین سربازان نروژی، جمهوری سوم فرانسه، بریتانیا و دولت در تبعید لهستان علیه سربازان کوهستانی آلمانی، ملوانان کشتی شکسته کریگسمارین و پیاده‌نظام چترباز آلمانی جنگ شد.